# إرفين شبيغل
إرفين شبيغل (بالألمانية: Erwin Spiegel)‏ هو لاعب كرة قدم ومدرب كرة قدم نمساوي، ولد في 3 أكتوبر 1956.